# Église Saint-Médard de Jodoigne
L'église Saint-Médard de Jodoigne construite aux xiie et xiiie siècles relève du Patrimoine majeur de Wallonie.

## Aspect extérieur
Thomas Coomans la décrit comme suit : 
« L'église Saint-Médard est construite en matériaux locaux - grès quartzite et calcaire de Gobertange - sur un plan en croix latine. Parfaitement orientée, elle comprend une nef de trois travées flanquée de bas-côtés, un large transept saillant sur lequel s'ouvre un chœur profond d'une travée et terminée par un chevet semi-circulaire ainsi que deux absidioles abritant des chapelles secondaires. L'angle sud-ouest est occupé par une tour tandis que l'accès principal de l'église est pratiqué dans le bas-côté nord. Il faut noter un léger désaxement de la nef à la hauteur de la première travée, résultant de contraintes topographiques ou d'une rupture entre deux campagnes de construction. Plus anormale pour une église paroissiale est la présence d'un transept qui renvoie à des fonctions de collégiale que cette église n'a pourtant jamais exercées. En élévation, les volumes simples sont articulés de manière traditionnelle. Nef, transept et chœur sont de même hauteur. Les bas-côtés s'y appuient ainsi que les absidioles et une petite sacristie. La tour de cinq niveaux, à laquelle est accolée une cage d'escalier en colimaçon, est coiffée d'une flèche octogonale. »

## À l'intérieur
L'intérieur est très dépouillé et baigné d'une lumière intense, une lumière qui inonde le chœur - la partie la plus remarquable du bâtiment - et la nef à partir de baies sans remplage, baies qui se superposent dans le chœur. L'espace intérieur est couvert de voûtes qui ont été reconstruites en 1749.
La totalité du bâtiment est de style gothique mais encore largement imprégnée de l'esprit roman.